# Чарльз Банністер
Чарльз Банністер (англ. Charles Bannister; 1738 — 26 жовтня 1804) — англійський актор і співак.
Народився в графстві Глостершир. Займався аматорським акторством з юних років, виступав на сценах провінційних театрів, в 1762 році дебютував на лондонській сцені в ролі Уїлла в комедії Семюела Фута «Оратори» в театрі Хеймаркет.
Незабаром завдяки своєму красивому басу набув популярності як співак, виступаючи в Рейнелагських садах та інших місцях, а також як актор (з однаковим успіхом граючи чоловічі і жіночі ролі), і мав такий успіх, що Девід Гаррік привернув його на Друрі-Лейн. У Національній портретній галереї Лондона є безліч його портретів. Його син, Джон Банністер, також був актором.